# 小川瀬里奈
小川 瀬里奈（おがわ せりな）は、日本のグラビアアイドル、タレント。アルファコア所属。イタリアミラノ出身。日本人とイタリア人のハーフである。

## 人物
趣味はケーブルテレビ観賞、ダイエット。特技はイタリア語、英語、イラスト、オペラ。
『アリケン』（テレビ東京）内で行われた「紹介アイドルオーディション」より生まれたアイドルユニット、Pabuのメンバー。日本人とイタリア人のハーフということから同番組内では「イタリア」という愛称で呼ばれている。

## 出演

### バラエティ番組
- アリケン（テレビ東京系）「Pabu」として出演
- トゥールビヨン〜時の仕掛人〜（BSジャパン）

### ドラマ
- 大魔神カノン（2010年）ハシタカ役

### Vシネマ
- Hazard Angel（2006年）団長役
- 未来美少女戦記プレミアナイツ（2006年）天宮薫役
- 女戦闘員物語（2006年）悪の女戦闘員役
- ヒロイン危機一髪!! 聖戦姫大戦（2007年）竜崎摩季/闇姫役
- グラドルキューティーレスリング BATTLE01（2007年）パンサーレディー役
- グラビアヒロイン レッドアベンジャー（2007年）レッドアベンジャー役
- スペースアテナ（2007年）女怪人カミューラ役
- グラビアヒロイン オーロラＦ（2007年）五十嵐月乃/ハリケーン・ルナ役
- グラビアヒロインUSA 忍者（2007年）瑞希役
- 呪島（2007年12月）
- ADVENTURE OF AMAZONES （2008年）インプレア役

### CM
- ツムラ「モウガ・シナジーエックス」

### DVD
1. tipetto（ビーエムドットスリー、2008年5月10日）

### 写真集
- Charatsデジタル写真集「FRUITY SERIES Vol.2　小川瀬里奈」